# HMNK Vrgorac
Lo Hrvatski malonogometni klub Vrgorac è una squadra croata di calcio a 5 con sede a Vergoraz.

## Storia
Fondata nel 1999, la società è stata promossa in I.HMNL del campionato croato di calcio a 5 al termine della stagione 2006-07, nella successiva stagione guadagna immediatamente i play-off da cui viene eliminata dallo Spalato al primo turno.